# Kedai
Kedai is een bestuurslaag in het regentschap Aceh Barat Daya van de provincie Atjeh, Indonesië. Kedai telt 998 inwoners (volkstelling 2010).